# バリウム
バリウム（英: barium [ˈbɛəriəm]）は、原子番号 56 の元素。元素記号は Ba。アルカリ土類金属のひとつ。

## 名称
アルカリ土類金属としては密度が大きく重いため、ギリシャ語で「重い」を意味する βαρύς (barys) にちなんで命名された。ただし、金属バリウムの比重は約3.5であるため軽金属に分類される。

## 性質
単体では銀白色の軟らかい金属。他のアルカリ土類金属元素と類似した性質を示すが、カルシウムやストロンチウムと比べ反応性は高い。化学的性質としては+2価の希土類イオンとも類似した性質を示す。
バリウム塩には毒性があり、摂取するとカリウムチャネルをバリウムイオンが阻害することによって神経系への影響が生じる。そのためバリウム塩（バリウム化合物）は毒物及び劇物取締法（指定令）において劇物に指定されている（金属のバリウムは指定されていない、硫酸バリウムなど指定されない物質もある）。

### 物理的性質
バリウムは鉛と同程度に柔らかく銀白色の外観を有するアルカリ土類金属である。金属光沢を有しているが、空気中では徐々に酸化されて白色の酸化被膜に覆われるため金属光沢は失われる。融点および沸点は資料により異なるデータがみられ、融点は729 °Cや725 °C、726.2 °Cというデータがあり、沸点は1898 °C（1気圧）、1640 °C、1637 °C（1気圧）というデータがある。密度が3.51 g/cm3と低いため軽金属に分類される。常温、常圧で安定な結晶構造は体心立方構造 (BCC) であり、その格子定数aは5.01である。
炎色反応においてバリウムは黄緑色の炎色を呈する。主要な輝線は524.2 nmおよび513.7 nmの緑色のスペクトル線であり、それらは双子線を示すアルカリ金属元素の輝線とは対照的に単線を示す。

### 化学的性質
|      | O2-  | S2-  | F-   | Cl-  | SO42- | CO32- | O22- | H-   |
| ---- | ---- | ---- | ---- | ---- | ----- | ----- | ---- | ---- |
| Ca2+ | 3.34 | 2.59 | 3.18 | 2.15 | 2.96  | 2.83  | 2.9  | 1.7  |
| Sr2+ | 5.1  | 3.7  | 4.24 | 3.05 | 3.96  | 3.5   | 4.78 | 3.26 |
| Ba2+ | 5.72 | 4.3  | 2.1  | 1.9  | 4.49  | 4.29  | 4.96 | 4.16 |
| Zn2+ | 5.6  | 4.09 | 4.9  | 2.09 | 3.8   | 4.4   | 1.57 | —    |

バリウムの化学的性質はカルシウムやストロンチウムに類似しているものの、アルカリ土類金属元素の電気陰性度は原子番号が大きくなるにつれて小さくなる傾向があるため、バリウムはカルシウムやストロンチウムよりもさらに反応性が高い。このアルカリ土類金属元素の持つ性質の連続的な変化によって、バリウムの塩は他のアルカリ土類金属の塩と比較して水和物を形成しやすく、水に対する溶解度が低く、熱的安定性が優れているという性質を有している。2価のバリウムイオンの化学的性質はユウロピウムやサマリウム、イッテルビウムイオンなど2価の希土類イオンと類似しており、バリウム鉱石中にこれらの元素が含まれていることがある。バリウムイオンは可視領域にスペクトルを持たないためバリウム化合物は全て無色であり、バリウム化合物の着色はアニオン側の持つ色や構造の欠陥に起因して生じたものである。
バリウムの電溶圧は水素よりも大きいため水と激しく反応して水素を発生させ、アルコールとも同様に激しく反応する。
{\displaystyle {\ce {Ba + 2H2O -> Ba(OH)2 + H2}}}
バリウムは空気中で徐々に酸化されて白色の酸化バリウムを形成し、この酸化物もまた水と激しく反応して水酸化バリウムとなる。水酸化バリウムはアルカリ土類金属の水酸化物の中では水に対する溶解度が高く強塩基性である。バリウムは高温で炭素と直接反応してイオン性アセチリドである炭化バリウムを生成する。この炭化物は加水分解によってアセチレンを発生させる。また、ホウ素、ケイ素、ヒ素、硫黄などとも直接反応してイオン性の化合物を形成するが、これらの化合物もまた容易に加水分解を受ける。オキソ酸とも反応して硫酸バリウムや硝酸バリウムのような化合物を形成し、それらの化合物は水に対する溶解性が低い。
バリウムの過塩素酸塩はジエチレントリアミンによって錯体を形成するが、安定に存在できるのは固体常態のみであり溶液中では容易に解離する。また、クラウンエーテルとも錯体を形成する。バリウムは液体アンモニアに溶解して青色の溶液となり、ここからアンモニアを除去することでバリウムのアンミン錯体を得ることができる。
バリウムはアルミニウム、亜鉛、鉛およびスズを含むいくつかの金属と結合し、合金および金属間化合物を形成する。

### 同位体
自然より産出するバリウムは七つの同位体の混合物であり、天然存在比が最大のものは138Baの71.7%である。バリウムは40の同位体が知られているが、それらのほとんどは半減期が数ミリ秒から数日の高い放射能を持つ放射性同位体である。例外として、10.51年という比較的長い半減期を持つ133Baがある。133Baは原子物理学の研究におけるガンマ線探知機などにおいて校正用の標準線源として用いられる。

## 分析

### 定性分析
バリウムを含む溶液に硫酸を加えると不溶性の硫酸バリウムが白色沈殿として生じるため、これをもって簡易な定性分析を行うことができる。しかしこの方法では、同族元素であるカルシウムもしくはストロンチウムが含まれているとバリウムと同様に硫酸塩の沈殿が生じ、鉛イオンもまた同様に硫酸鉛の白色沈殿を生じさせて定性分析の妨害となる。
バリウムの定性分析法としては、酢酸緩衝液下でクロム酸バリウムの黄色沈殿を生じさせる方法が用いられる。この際、マスキング剤としてエチレンジアミン四酢酸 (EDTA) と塩化マグネシウムを加えることで他の元素がEDTAと錯体を形成するため、バリウム以外の元素が水酸化物として沈殿して妨害するのを抑止することができる。
バリウムは炎色反応においてうすい緑色を呈するが、銅やマンガン、テルル、ビスマスなど多くの元素が類似の炎色を示すため定性分析としては利用し難い。

### 定量分析
溶液中のバリウム濃度の定量分析法として、硫酸バリウムもしくはクロム酸バリウムの形でバリウムを沈殿させてその重量を測定する重量法が挙げられる。硫酸バリウムを用いた場合には、ストロンチウが不純物として含まれているとストロンチウムの分も分析値に上乗せされるため、原子吸光法などによってストロンチウムの含有量を別途測定して分析値から差し引く必要がある。また、このようにして得られたクロム酸バリウムを硫酸酸性溶液に溶解させ、規定量の硫酸鉄(II)溶液を加えたのちに過剰量の硫酸鉄(II)を過マンガン酸カリウム溶液で逆滴定する容量分析法によっても定量分析することもできる。これは、クロム酸の作用で硫酸鉄(II)が酸化される反応を利用したものであり、クロム酸の逆滴定と同一の方法である。バリウム溶液中に、アンモニア性塩化アンモニウム緩衝溶液およびマグネシウム溶液を加え、エリオクロムブラックTを指示薬としてEDTA溶液でキレート滴定する方法も用いられるが、この方法においても硫酸バリウムを用いた重量法と同様にストロンチウムの分析値を差し引く必要がある。EDTAによるキレート滴定法は日本工業規格におけるバリウムの定量分析法の一つとして採用されている。
機器分析法としては、フレームレス原子吸光法 (AAS) やICP-AES、ICP-MSが利用され、AASの吸収波長は553.6 nm、ICP-AESの発光波長は233.527 nmおよび455.403 nmが用いられる。

## 歴史

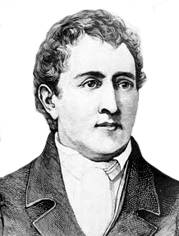
バリウムの発見者であるカール・ヴィルヘルム・シェーレ

バリウムの名称は、ギリシャ語で「重い」を意味するβαρύς (barys) に由来しており、それは一般的なバリウムを含む鉱石が高密度であることを表している。中世初期の錬金術師たちはいくつかのバリウム鉱石を知っており、イタリアのボローニャで見つけられた滑らかな小石様の重晶石鉱石は「ボローニャの石」として知られていた。その石に光を照射するとその後輝き続ける（つまり蛍光を示す）ことから、魔女や錬金術師たちはこの石に魅力を感じていた。ボローニャ石の発光は、主成分である重晶石（硫酸バリウム；BaSO4）に起因すると考えられていたが、Cu+/2+ドープBaSによるものだと明らかになっている。
1774年、スウェーデンのカール・ヴィルヘルム・シェーレが軟マンガン鉱に新しい元素が含まれていることを発見したが、その鉱石からバリウムを分離することはできなかった。ヨハン・ゴットリーブ・ガーンもまた類似した研究を行い、シェーレによるバリウムの発見から二年後に酸化バリウムとして鉱石から分離することに成功した。酸化バリウムは初めルイ＝ベルナール・ギュイトン・ド・モルヴォーによってbaroteと呼ばれており、アントワーヌ・ラヴォアジエによってバリタ (baryta) と改名された。また、18世紀にはイギリスの鉱物学者であるウィリアム・ウィザリングもカンバーランドの鉛鉱山で産出する重い鉱石（炭酸バリウムの鉱石である毒重石）について言及していた。1808年、イギリスのハンフリー・デービーがバリウム塩の溶融塩電解によってバリウムの単体を初めて単離した。デービーは類似した性質を示すカルシウムの命名法に準じて、酸化バリウムを表すバリタ (baryta) の後ろに金属元素を意味する接尾語である「-ium」を付けてバリウム (barium) 名付けた。ロベルト・ブンゼンおよびアウグストゥス・マーティセンは、塩化バリウムと塩化アンモニウムの混合物を溶融させて電気分解を行うことによって純粋なバリウムを得た。
電気分解および液体空気の分留が有意な酸素の生産方法として確立される以前は、過酸化バリウムを用いて純粋な酸素を生産するブリン法がバリウムの大規模な用途であった。これは、酸化バリウムを空気中で500から600度で熱して過酸化バリウムとし、この過酸化バリウムを700℃以上で熱することによって純粋な酸素を得るという方法である。
{\displaystyle {\ce {2BaO + O2 <=> 2 BaO2}}}
1908年には、消化器系のX線写真で造影剤として初めて利用された。

## 存在
地殻における存在量は豊富であり、重晶石（硫酸バリウム）などの鉱石として産出する。確認埋蔵量の48.6%を中国が占めており、生産量も50%以上が中国によるものである。
バリウムの宇宙全体の平均濃度の推定値は重量濃度で10 ppb、太陽における推定濃度も10 ppbである。地殻においては比較的豊富に存在しており、その存在量は4.25 × 102 mg/kgである。また、海水中には1.3 × 10-2 mg/L含まれる。地殻中において重晶石（硫酸塩）や毒重石（炭酸塩）のような鉱物として存在している。毒重石の鉱石は、例えば北イングランドのニューボロー近辺のセッティングストーンズ鉱山などにおいて17世紀から1969年までの間採掘されてきたが、現在はほとんど全てのバリウムは重晶石として採掘されている。アメリカ地質調査所の2005年版Mineral Commodity Summariesを元にした東北経済産業局の報告書によれば、バリウムの確認埋蔵量は重晶石ベースで7.4億トン、可産鉱量は2.0億トンであると見積もられており、可産年数は29年とされている。重晶石の大きな鉱床は中華人民共和国、ドイツ、インド、モロッコおよびアメリカ合衆国で発見されており、確認埋蔵量の48.6%を中国が占めている。毒重石の鉱床としてはイギリス、ルーマニア、旧ソビエト連邦などに見られるが、それらは商業的に重要ではない。バリウムを含む宝石としては濃い青色を示すベニト石（ベニトアイト）があり、カリフォルニア州のサン・ベニトで産出する。

## 生産

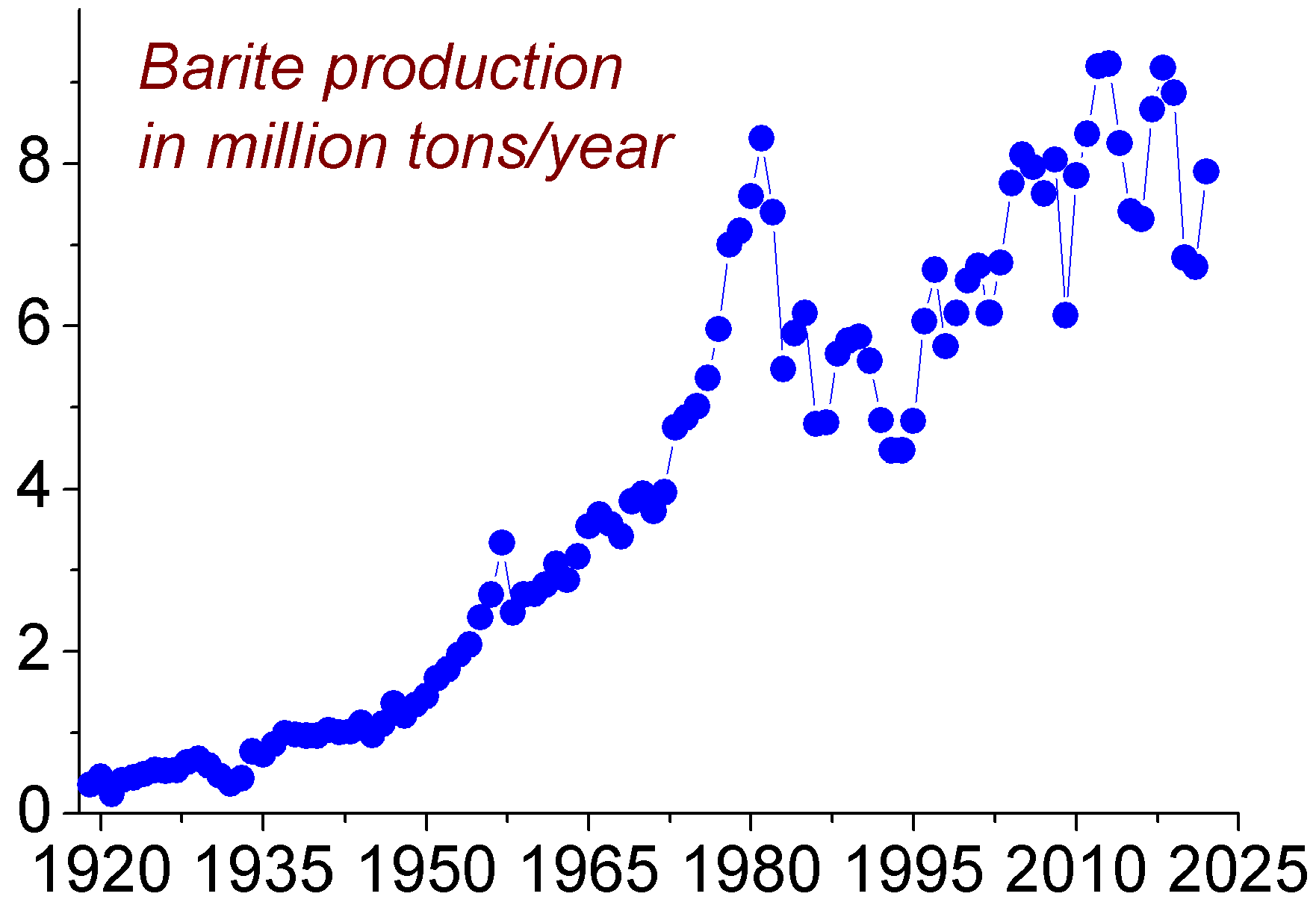
世界の重晶石生産量の動向

2010年の重晶石の生産国

バリウム（重晶石）の年間生産量のピークは1981年の830万トンであり、そのうち7-8%だけが金属バリウムやその化合物の生産に利用された。これは、バリウムの最大の用途が掘穿泥水における加重剤としての用途であり、この目的には重晶石をそのまま粉砕して硫酸バリウムとして利用するためである。シェールガスの採掘増加に伴う掘穿泥水の需要増によって、2016年にはピーク時の生産量を越える930万トンにまで需要が拡大するものと予想されている。2011年におけるバリウム生産量はその50%以上を中国が占めており、それに14%のインド、8.4%のモロッコ、8.3%のアメリカが続いている。
バリウムは空気中で容易に酸化されるため単体の金属バリウムを得ることは困難であり自然から金属バリウムが産出することはなく、金属バリウムは主に重晶石から抽出することで生産されている。採掘された重晶石は手選、ログウォッシャーを用いた洗鉱（水力によって重晶石と脈石や粘土を分離させる）、粉砕、比重選鉱など分別工程によって石英から分離される。良質の重晶石はこの工程で重晶石と脈石の分離が可能であるが、石英が鉱石に非常に深く貫入していたり、鉄や亜鉛、鉛の濃度が高い場合、あるいは「黒鉱」内の重晶石は、オレイン酸などを用いた泡沫浮遊選鉱（en）によって選鉱される。この過程によって重晶石としての純度は質量濃度で98%まで高められ、不純物として含まれる鉄や二酸化ケイ素が除去される。この重晶石は非常に溶解し難いため、重晶石を直接的に金属バリウムや他のバリウム化合物を得るための前駆体とすることはできず、重晶石中の硫酸バリウムを硫化バリウムに還元するために炭素とともに加熱する前処理が行われる。
{\displaystyle {\ce {BaSO4 + 2C -> BaS + 2CO2}}}
こうして得られた水溶性の硫化バリウムは、その水溶液を酸素と反応させることで水酸化バリウムが、硝酸と反応させることで硝酸バリウムが、二酸化炭素と反応させることで炭酸バリウムが得られるなど、様々なバリウム化合物を生産するための前駆体となる。また、硝酸バリウムを熱分解させることで酸化物が得られる。金属バリウムは酸化バリウムをアルミニウムとともに1100°Cで還元させることによって得られる。この反応では、はじめに金属間化合物であるBaAl4が形成される。
{\displaystyle {\ce {3BaO + 14 Al -> 3BaAl4 + Al2O3}}}
この金属間化合物は反応中間体であり、BaAl4と酸化バリウムが反応することで金属バリウムを与える。酸化バリウムとアルミニウムとの反応において酸化バリウムの全量が還元しきるわけではないことに注意。
{\displaystyle {\ce {8BaO + BaAl4 -> Ba (^) + 7 BaAl2O4}}}
さらに残った酸化バリウムは、先の反応で形成された酸化アルミニウムと反応する。
{\displaystyle {\ce {BaO + Al2O3 -> BaAl2O4}}}
全体的な反応は以下のようになる。
{\displaystyle {\ce {4BaO + 2Al -> 3Ba (^) + BaAl2O4}}}
こうして得られたバリウム蒸気はアルゴン雰囲気下で回収、冷却され型に詰められる。この方法は商業的に使われており、高純度で金属バリウムを得ることができる。一般的に市販される金属バリウムの純度は99%であり、主な不純物はストロンチウムおよびカルシウム（最大で0.8%および0.25%）、他の不純物は0.1%よりも低い。
類似した反応として、酸化バリウムをケイ素と1200°Cで反応させることによって金属バリウムとメタケイ酸バリウムを得る方法がある。電解法では、生成した金属バリウムがすぐに原料の溶融塩に溶解しハロゲン化物の汚染を受けやすいため利用されない。

## 用途
バリウムの最大の用途は油井やガス井を採掘するための掘穿泥水における加重剤であり、重晶石を砕いたバライト粉が利用される。

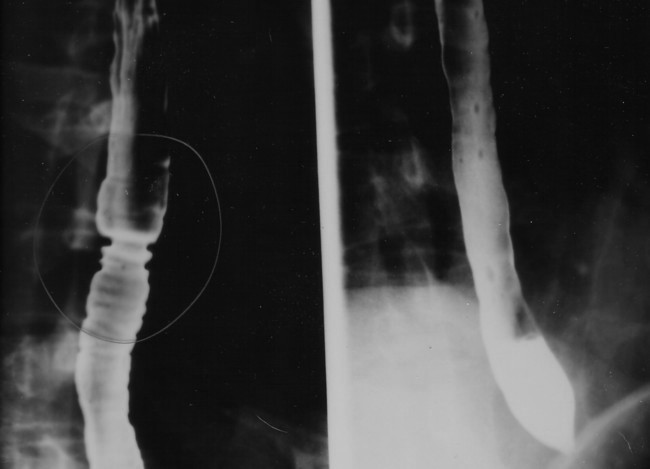
造影剤として食道を造影したレントゲン写真

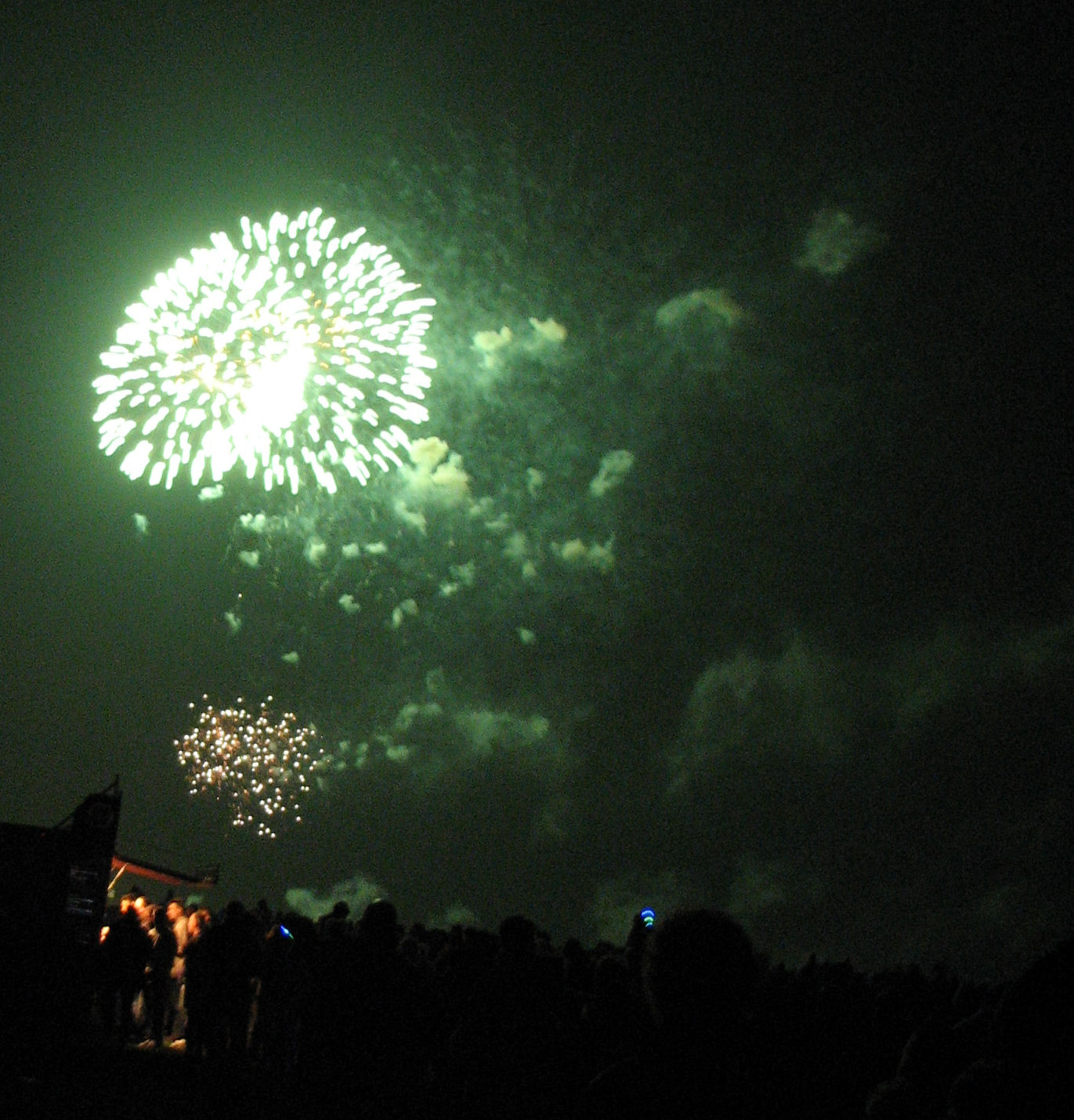
バリウムによって緑色を示す花火

### 単体としての用途
バリウム単体の用途として最も重要なものに、テレビのブラウン管のような真空管内に痕跡量残存した最後の酸素やその他のガスを取り除くゲッターとしての用途があったが、この用途はブラウン管を使わない液晶テレビやプラズマテレビの普及によって、姿を消しつつある。他の単体バリウムとしての用途は小規模であり、アルミニウム-ケイ素合金であるシルミンの結晶構造を安定化させるための添加材として用いられるように、以下のような合金への添加材としての用途が挙げられる。
- 耐クリープ性を増加させるための鉛スズ合金（はんだ）への添加
- 接種材としての鋼鉄や鋳鉄への添加
- 高純度鋼の脱酸材としてのカルシウム、マンガン、ケイ素、アルミニウム合金への添加
- 自動車の点火装置に用いられるバリウム-ニッケル合金[57]。

### 硫酸バリウムとしての用途
硫酸バリウム (BaSO4) は重晶石を粉砕して製造されるバライト粉と、硫化バリウムと硫酸ナトリウムとの複分解によって製造される沈降性硫酸バリウムに大別される。
バライト粉は石油産業において重要であり、新しい油井やガス井を採掘するための掘穿泥水における加重剤として用いられる。
沈降性硫酸バリウムの英語表記である「blanc fixe」は「永久の白」を意味するフランス語に由来しており、白色塗料として利用される。硫酸バリウムおよび硫酸亜鉛からなる白色顔料であるリトポンは良好な隠蔽力を有しており、硫化物に曝されても黒変しない「永久の白」である。また、沈降性硫酸バリウムはゴルフボールなど様々なゴム製品の充填剤にも用いられる。
硫酸バリウムのナノ粒子はポリマーの物性を改良することができ、例えばエポキシ樹脂などに用いられる。
硫酸バリウムはまた、X線を透過しないという性質を利用してレントゲンの造影剤としても利用される（バリウムがゆ、バリウム浣腸）。

### その他の化合物の用途
炭酸バリウムが殺鼠剤として用いられるようにBa2+イオンは毒性を有している。硫酸塩は水に対する溶解度が非常に低いために問題とならないが、その他のバリウム化合物の用途は特定の分野に見られるのみである。
- 酸化バリウム (BaO) は電子の放出を補助するために蛍光灯の電極に被覆される[62]。また、ディーゼルエンジンの排気ガスに含まれる黒煙を大幅に低減させる効果が知られている[63]。
- 炭酸バリウム (BaCO3) はガラスの製造にも用いられる。比較的比重の高いバリウムを添加することで、ガラスの屈折率および光沢を増大させることができる[47]。
- バリウムは炎色反応で緑色を示す性質を有するため花火に用いられる。この用途には一般的に硝酸バリウム (Ba(NO3)2) が用いられる[64]。
- 過酸化バリウム (BaO2) は鉄道の線路を溶接する際のテルミット溶接の反応開始剤として用いられる。過酸化バリウムはまた、緑色の曳光弾や漂白剤にも用いられる[65]。
- チタン酸バリウム (BaTiO3) は強誘電体であり、コンデンサ材料などに広く利用されている[66]。
- フッ化バリウムは波長0.15から12マイクロメートルの光に対して透過性を示すため、赤外領域における光学用途に用いられる[67]。
- クロム酸バリウム (BaCrO4) は、黄色の顔料であるバリウムクロメート（バリウムイエロー）として使われる[68]。
- バリウムフェライト (BaFe12O19) はフェライト磁石として使われる[69]。
- 代表的な高温超伝導体であるイットリウム系超伝導体の1成分としても用いられる[70]。また、そのような高温超伝導体を製造する時のるつぼとして、高温超電導体材料と反応しないジルコン酸バリウム (BaZrO3) が用いられる[71]。

## 危険性
可溶性のバリウム化合物は有毒である。少量のバリウムは筋興奮薬として働くが、多量のバリウムは神経系に影響をおよぼし、不整脈や震え、筋力低下、不安、呼吸困難、麻痺などを引き起こす。これは、神経系が適切に機能するために極めて重要なカリウムチャネルをバリウムが阻害することによる。また、バリウム化合物を含む粉塵を吸入した場合には肺で蓄積されてバリウム症と呼ばれる良性塵肺症を引き起こす。しかし、硫酸バリウムは水や胃酸に対してほとんど溶解しないため経口摂取することが可能である。
他の重金属とは異なり一般にバリウムは生物濃縮しないとされているが、トマトや大豆など一部の植物における生物濃縮の報告もされている。環境中のバリウムはウイルスや細菌、微生物などに対して影響を与え、ミジンコに対する生殖障害などが報告されている。
このような毒性のため、日本では毒物及び劇物取締法第二条七十九により硫酸バリウムおよびバリウム=4-(5-クロロ-4-メチル-2-スルホナトフエニルアゾ)-3-ヒドロキシ-2-ナフトアート以外のバリウム化合物は劇物に指定されている。PRTR法では、バリウム及びその水溶性化合物が第一種指定化学物質として指定されていたが、2008年の政令改正により指定が解除された。また、EUでは地下水の保全に関する指令によってバリウムの排出には検査と許可が求められており、中国やマレーシア、タイ、シンガポールにおいてもバリウムの排水基準値や水質基準値が定められているが、日本においてはバリウムの排出に関するそのような基準は定められていない。欧州においては他にも、欧州玩具安全規格 EN71 part3における子供向け玩具のバリウムの溶出に関する規制が行われている。